# António Madeira
António Madeira CvMAI (Tábua, Póvoa de Midões, Vale de Taipa, 16 de Fevereiro de 1913 — 1 de Janeiro de 2002) foi um empresário e filantropo português.

## Biografia
Filho de José Madeira e de sua mulher Etelvina Madeira. Irmão de Fernando Madeira, Armando Madeira, José Alves Madeira e de Maria de Lourdes Madeira de Figueiredo. Quando tinha ainda apenas um mês de idade a família mudou-se para Viseu. Aos dez anos foi iniciado, como marçano, na mercearia e padaria do pai na esquina da rua Direita com a rua do Carmo. Quinze anos depois estabelece-se por conta própria no negócio do pai e casa com a fidalga Maria da Conceição Portal Pais de Almeida (sobrinha neta do capitalista Justino Francisco Portal).
Mantendo o negócio de padaria e de mercearia funda a empresa de comércio por grosso de secos (feijão, nozes e avelãs) Celeiro da Beira.
Desde o casamento, e dadas as suas ligações à violencelista Guilhermina Suggia, de quem era amigo, começou a ter gosto pelas antiguidades e tornou-se, então, colecionador e mais tarde antiquário com loja que ainda se mantém aberta no n.º 63 da R. Capitão Silva Pereira.
Destaca-se como o primeiro antiquário português a valorizar o mobiliário rústico da Beira Alta do século XVII.
Participa, a convite de António Costa, na primeira edição da feira de Antiguidades da FIL em 1962, onde era o único antiquário não-lisboeta.
António Madeira começou a fazer réplicas de móveis do século XVII, pois muitos clientes procuravam peças que aliem o gosto antigo com a funcionalidade. Entre os clientes mais assíduos e notáveis conta-se Miguel Torga, que várias vezes visitava a sua loja na R. Capitão Silva Pereira, ou ainda o Professor Aníbal Cavaco Silva.
Foi-lhe dedicado um programa televisivo na RTP "Ensaio". Também foi entrevistado por Vera Lagoa para o Diário Popular e por Natália Correia.
Começa a ter lições de violoncelo com o Cónego Barreiros, fundador do Colégio da Via Sacra, e veio depois a integrar a orquestra do orfeão e a orquestra de Srª Cecília. No entanto abandonou esta última, uma vez que era membro do Rotary Club.
Em Novembro de 1946 funda, com a ajuda de Guilhermina Suggia o Círculo de Cultura Musical de Viseu. O primeiro concentro dá-se no Teatro Avenida em 26 de Novembro de 1946 com a Orquestra Sinfónica Nacional regida pelo maestro Malcom Sherman e com a participação do pianista russo Moiseivitsch.
Nos três anos seguintes foram ainda a Viseu a Orquestra Sinfónica de Paris, a de Wanbergue (Alemanha), e ainda a de Florença. Houve ainda concertos de Guilhermina Suggia, Pierre Fourmier, Alice Ferreira, Genete Leveu, Quinteto de Violinos de Praga, entre outros.
Em 9 de Julho de 1943 entra para o Rotary Club de Viseu vindo a desempenhar diversos cargos directivos.
Ficou conhecido por diversas contribuições filantrópicas e por donativos da sua colecção particular de antiguidades que fez, por exemplo, para o museu do Caramulo.
Com fundos resultantes de um donativo seu o Rotary Club de Viseu instituiu o prémio "António Madeira" atribuído ao melhor aluno de Violoncelo do Conservatório Regional de Viseu (Dr. José Azeredo Perdigão).
A 26 de Janeiro de 1949 foi feito Cavaleiro da Ordem Civil do Mérito Agrícola e Industrial Classe Industrial.